# Усть-Мечетка
Усть-Мечетка — село в Кашарском районе Ростовской области. Входит в состав Талловеровского сельского поселения.

## География

### Улицы
- ул. Вербовая,
- ул. Лесная,
- ул. Набережная,
- ул. Центральная.

## История
Село Усть-Мечетка расположено неподалёку от устья реки Мечетная. Люди стали заселять эти территории после того, как войска Петра I взяли крепость Азак. Территория, на которой сейчас расположено село, перешла во владение казака Войска Донского Цикова, который стал обживать эту местность весной 1776 года. В этом же году на этих территориях появились первые крепостные. Дом казака Цикова располагался на правом берегу реки Большой. В 1822 году в Усть-Мечетке построили молитвенный дом. По состоянию на 1850 год в селе числилось 130 крепостных. Со временем был построен мельничный завод, церковно-приходская школа и церковь Успения. 
В 1925 году в поселке был открыт памятник тем людям, которые погибли в годы гражданской войны. В 1930-х годах здесь был организован колхоз имени Штендгарта. Основали детский дом - преимущественную часть его воспитанников составили дети раскулаченных семей. Была открыта школа, в которой предусматривалось семилетнее обучение. В 1943 году село Усть-Мечетка было освобождено от немецкой оккупации. В 1940-х годах на этой территории появился детский клуб, библиотека, мельница, кузница, радиоузел. Со временем Усть-Мечетка стала числиться в составе колхоза «Рассвет». В 1989 года на территории села были проведены исследования и обнаружены курганы, которые датируются III тысячелетием до нашей эры.

## Население
| 2010 |
| ---- |
| 389  |